# Selección de fútbol de Togo
La selección de fútbol de Togo es el equipo representativo del país en las competiciones oficiales. Está dirigida por la Federación Togolesa de Fútbol, perteneciente a la Confederación Africana de Fútbol.
Como selección nacional su logro más importante fue lograr la clasificación a la Copa Mundial de Fútbol de 2006, esta fue la primera oportunidad de este equipo para inscribir su nombre en el fútbol internacional.

## Historia

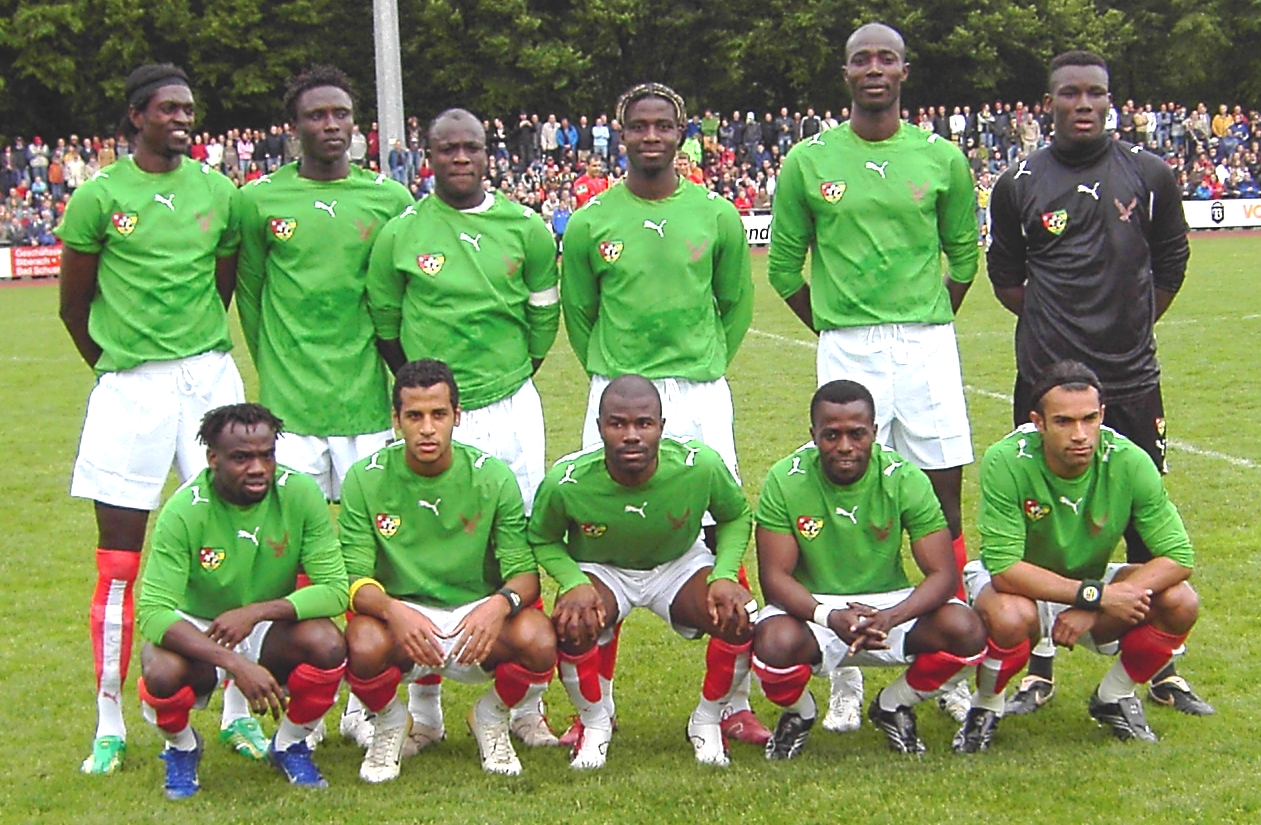
Selección de Togo previo a un partido de preparación para el Mundial de Alemania 2006.

### Copa Mundial 2006

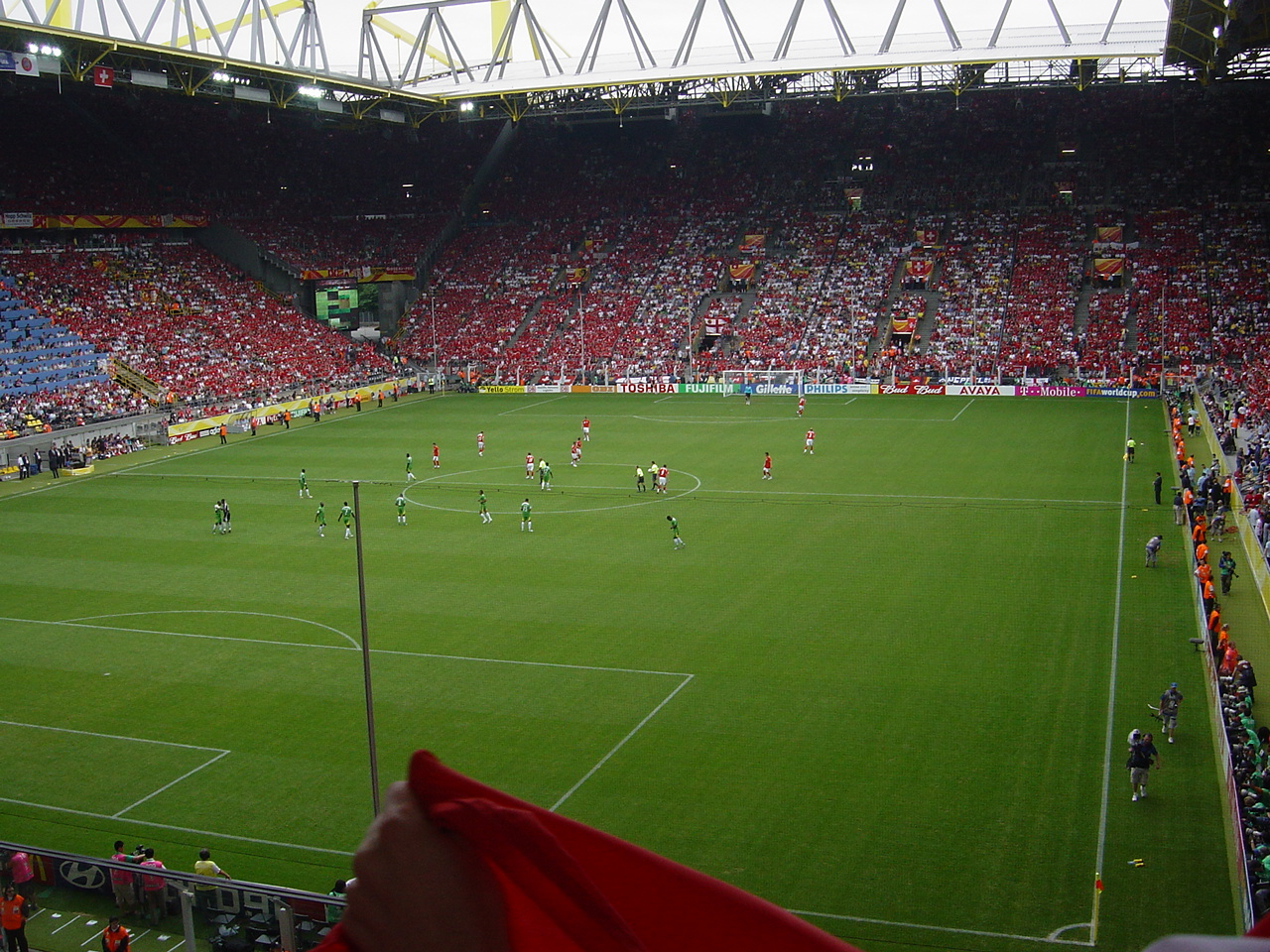
La Selección de Togo antes del partido contra Suiza en la copa del mundo 2006.

Togo clasificó a la Copa Mundial FIFA 2006, que también fue su primera participación en la copa. Fueron colocados en el Grupo G, junto con Suiza, Corea del Sur, y Francia.
Su primer partido contra la selección de fútbol de Corea del Sur fue derrota por 2 a 1, a pesar de haber marcado el primer gol del partido. El siguiente oponente fue la selección de fútbol de Suiza, que terminó clasificándose al derrotarlos por 2 a 0 con goles de Alexander Frei y Tranquilo Barnetta. Su último partido fue contra Francia el cual terminó su participación en el Mundial, con una derrota por 2 a 0, que lo dejó en la fase de grupos y en el último lugar de la tabla, con 1 gol en a favor y 6 en contra, con diferencia de -5.

### Ataque terrorista y abandono de la Copa de África
Días antes de la celebración de la Copa Africana de Naciones 2010, el equipo sufre un ataque en su autobús causando 3 muertos (el chofer del autobús, el entrenador asistente Amélété Abalo y el periodista Stanislas Ocloo). También hubo varios heridos, incluyendo el portero Kodjovi Obilalé y el defensor Serge Akakpo.

### Falso equipo de Togo
El 7 de septiembre de 2010 Togo supuestamente jugó contra Baréin en un amistoso y perdió el partido 3-0. Sin embargo el 14 de septiembre la Asociación de Fútbol de Togo dijo que un equipo falso había jugado contra Baréin. El Ministro de Deportes de Togo Christophe Tchao dijo a la revista africana Jeune que nadie en Togo "había sido informado del juego". Sin embargo el 20 de septiembre de 2010, se reveló que el extécnico togolés Bana Tchanile era el culpable y la Asociación de Fútbol de Togo le había dado una prohibición de tres años.
En mayo de 2010 Joseph Blatter readmitió a la selección togolesa en la competición africana.

## Estadísticas

### Copa Mundial de Fútbol
| Copa Mundial de Fútbol | Copa Mundial de Fútbol  | Copa Mundial de Fútbol  | Copa Mundial de Fútbol  | Copa Mundial de Fútbol  | Copa Mundial de Fútbol  | Copa Mundial de Fútbol  | Copa Mundial de Fútbol  |
| Año                    | Ronda                   | J                       | G                       | E                       | P                       | GF                      | GC                      |
| ---------------------- | ----------------------- | ----------------------- | ----------------------- | ----------------------- | ----------------------- | ----------------------- | ----------------------- |
| 1930 - 1954            | No existía la selección | No existía la selección | No existía la selección | No existía la selección | No existía la selección | No existía la selección | No existía la selección |
| 1958 - 1970            | No participó            | No participó            | No participó            | No participó            | No participó            | No participó            | No participó            |
| 1974                   | No clasificó            | No clasificó            | No clasificó            | No clasificó            | No clasificó            | No clasificó            | No clasificó            |
| 1978                   | No clasificó            | No clasificó            | No clasificó            | No clasificó            | No clasificó            | No clasificó            | No clasificó            |
| 1982                   | No clasificó            | No clasificó            | No clasificó            | No clasificó            | No clasificó            | No clasificó            | No clasificó            |
| 1986                   | Se retiró               | Se retiró               | Se retiró               | Se retiró               | Se retiró               | Se retiró               | Se retiró               |
| 1990                   | Se retiró               | Se retiró               | Se retiró               | Se retiró               | Se retiró               | Se retiró               | Se retiró               |
| 1994                   | No clasificó            | No clasificó            | No clasificó            | No clasificó            | No clasificó            | No clasificó            | No clasificó            |
| 1998                   | No clasificó            | No clasificó            | No clasificó            | No clasificó            | No clasificó            | No clasificó            | No clasificó            |
| 2002                   | No clasificó            | No clasificó            | No clasificó            | No clasificó            | No clasificó            | No clasificó            | No clasificó            |
| 2006                   | Fase de grupos          | 3                       | 0                       | 0                       | 3                       | 1                       | 6                       |
| 2010                   | No clasificó            | No clasificó            | No clasificó            | No clasificó            | No clasificó            | No clasificó            | No clasificó            |
| 2014                   | No clasificó            | No clasificó            | No clasificó            | No clasificó            | No clasificó            | No clasificó            | No clasificó            |
| 2018                   | No clasificó            | No clasificó            | No clasificó            | No clasificó            | No clasificó            | No clasificó            | No clasificó            |
| 2022                   | No clasificó            | No clasificó            | No clasificó            | No clasificó            | No clasificó            | No clasificó            | No clasificó            |
| 2026                   | Por disputarse          | Por disputarse          | Por disputarse          | Por disputarse          | Por disputarse          | Por disputarse          | Por disputarse          |
| 2030                   | Por disputarse          | Por disputarse          | Por disputarse          | Por disputarse          | Por disputarse          | Por disputarse          | Por disputarse          |
| 2034                   | Por disputarse          | Por disputarse          | Por disputarse          | Por disputarse          | Por disputarse          | Por disputarse          | Por disputarse          |
| Total                  | 1/22                    | 3                       | 0                       | 0                       | 3                       | 1                       | 6                       |

### Copa Africana de Naciones
| Copa Africana de Naciones | Copa Africana de Naciones | Copa Africana de Naciones | Copa Africana de Naciones | Copa Africana de Naciones | Copa Africana de Naciones | Copa Africana de Naciones | Copa Africana de Naciones |
| Año                       | Ronda                     | J                         | G                         | E                         | P                         | GF                        | GC                        |
| ------------------------- | ------------------------- | ------------------------- | ------------------------- | ------------------------- | ------------------------- | ------------------------- | ------------------------- |
| 1957 - 1965               | No participó              | No participó              | No participó              | No participó              | No participó              | No participó              | No participó              |
| 1968                      | No clasificó              | No clasificó              | No clasificó              | No clasificó              | No clasificó              | No clasificó              | No clasificó              |
| 1970                      | No clasificó              | No clasificó              | No clasificó              | No clasificó              | No clasificó              | No clasificó              | No clasificó              |
| 1972                      | Fase de grupos            | 3                         | 0                         | 2                         | 1                         | 4                         | 6                         |
| 1974                      | Se retiró                 | Se retiró                 | Se retiró                 | Se retiró                 | Se retiró                 | Se retiró                 | Se retiró                 |
| 1976                      | No clasificó              | No clasificó              | No clasificó              | No clasificó              | No clasificó              | No clasificó              | No clasificó              |
| 1978                      | No clasificó              | No clasificó              | No clasificó              | No clasificó              | No clasificó              | No clasificó              | No clasificó              |
| 1980                      | No clasificó              | No clasificó              | No clasificó              | No clasificó              | No clasificó              | No clasificó              | No clasificó              |
| 1982                      | No clasificó              | No clasificó              | No clasificó              | No clasificó              | No clasificó              | No clasificó              | No clasificó              |
| 1984                      | Fase de grupos            | 3                         | 0                         | 1                         | 2                         | 1                         | 7                         |
| 1986                      | No clasificó              | No clasificó              | No clasificó              | No clasificó              | No clasificó              | No clasificó              | No clasificó              |
| 1988                      | No clasificó              | No clasificó              | No clasificó              | No clasificó              | No clasificó              | No clasificó              | No clasificó              |
| 1990                      | Se retiró                 | Se retiró                 | Se retiró                 | Se retiró                 | Se retiró                 | Se retiró                 | Se retiró                 |
| 1992                      | No clasificó              | No clasificó              | No clasificó              | No clasificó              | No clasificó              | No clasificó              | No clasificó              |
| 1994                      | Se retiró                 | Se retiró                 | Se retiró                 | Se retiró                 | Se retiró                 | Se retiró                 | Se retiró                 |
| 1996                      | No clasificó              | No clasificó              | No clasificó              | No clasificó              | No clasificó              | No clasificó              | No clasificó              |
| 1998                      | Fase de grupos            | 3                         | 1                         | 0                         | 2                         | 3                         | 3                         |
| 2000                      | Fase de grupos            | 3                         | 1                         | 1                         | 1                         | 2                         | 3                         |
| 2002                      | Fase de grupos            | 3                         | 0                         | 2                         | 1                         | 0                         | 3                         |
| 2004                      | No clasificó              | No clasificó              | No clasificó              | No clasificó              | No clasificó              | No clasificó              | No clasificó              |
| 2006                      | Fase de grupos            | 3                         | 0                         | 0                         | 3                         | 2                         | 7                         |
| 2008                      | No clasificó              | No clasificó              | No clasificó              | No clasificó              | No clasificó              | No clasificó              | No clasificó              |
| 2010                      | Se retiró                 | Se retiró                 | Se retiró                 | Se retiró                 | Se retiró                 | Se retiró                 | Se retiró                 |
| 2012                      | No clasificó              | No clasificó              | No clasificó              | No clasificó              | No clasificó              | No clasificó              | No clasificó              |
| 2013                      | Cuartos de final          | 4                         | 1                         | 1                         | 2                         | 4                         | 4                         |
| 2015                      | No clasificó              | No clasificó              | No clasificó              | No clasificó              | No clasificó              | No clasificó              | No clasificó              |
| 2017                      | Fase de grupos            | 3                         | 0                         | 1                         | 2                         | 2                         | 6                         |
| 2019                      | No clasificó              | No clasificó              | No clasificó              | No clasificó              | No clasificó              | No clasificó              | No clasificó              |
| 2021                      | No clasificó              | No clasificó              | No clasificó              | No clasificó              | No clasificó              | No clasificó              | No clasificó              |
| 2023                      | No clasificó              | No clasificó              | No clasificó              | No clasificó              | No clasificó              | No clasificó              | No clasificó              |
| 2025                      | No clasificó              | No clasificó              | No clasificó              | No clasificó              | No clasificó              | No clasificó              | No clasificó              |
| 2027                      | Por definir               | Por definir               | Por definir               | Por definir               | Por definir               | Por definir               | Por definir               |
| Total                     | 8/35                      | 25                        | 3                         | 8                         | 14                        | 18                        | 39                        |

### Campeonato Africano de Naciones
| Campeonato Africano de Naciones | Campeonato Africano de Naciones | Campeonato Africano de Naciones | Campeonato Africano de Naciones | Campeonato Africano de Naciones | Campeonato Africano de Naciones | Campeonato Africano de Naciones | Campeonato Africano de Naciones |
| Año                             | Ronda                           | J                               | G                               | E                               | P                               | GF                              | GC                              |
| ------------------------------- | ------------------------------- | ------------------------------- | ------------------------------- | ------------------------------- | ------------------------------- | ------------------------------- | ------------------------------- |
| 2009                            | No clasificó                    | No clasificó                    | No clasificó                    | No clasificó                    | No clasificó                    | No clasificó                    | No clasificó                    |
| 2011                            | No clasificó                    | No clasificó                    | No clasificó                    | No clasificó                    | No clasificó                    | No clasificó                    | No clasificó                    |
| 2014                            | No clasificó                    | No clasificó                    | No clasificó                    | No clasificó                    | No clasificó                    | No clasificó                    | No clasificó                    |
| 2016                            | No clasificó                    | No clasificó                    | No clasificó                    | No clasificó                    | No clasificó                    | No clasificó                    | No clasificó                    |
| 2018                            | No clasificó                    | No clasificó                    | No clasificó                    | No clasificó                    | No clasificó                    | No clasificó                    | No clasificó                    |
| 2021                            | Fase de grupos                  | 3                               | 1                               | 0                               | 2                               | 4                               | 5                               |
| 2023                            | No clasificó                    | No clasificó                    | No clasificó                    | No clasificó                    | No clasificó                    | No clasificó                    | No clasificó                    |
| 2025                            | No clasificó                    | No clasificó                    | No clasificó                    | No clasificó                    | No clasificó                    | No clasificó                    | No clasificó                    |
| Total                           | 1/8                             | 3                               | 1                               | 0                               | 2                               | 4                               | 5                               |

## Últimos partidos y próximos encuentros
Actualizado al último partido jugado el 25 de marzo de 2025
| Fecha      | Ciudad   | Local               | Resultado | Visitante         | Competición                            |
| ---------- | -------- | ------------------- | --------- | ----------------- | -------------------------------------- |
| 05-01-2024 | Lomé     | Togo                | 0:3       | Argelia           | Partido amistoso                       |
| 05-06-2024 | Lomé     | Togo                | 1:1       | Sudán del Sur     | Clasificación Copa Mundial 2026        |
| 09-06-2024 | Kinsasa  | Rep. Dem. del Congo | 1:0       | Togo              | Clasificación Copa Mundial 2026        |
| 06-09-2024 | Lomé     | Togo                | 1:1       | Liberia           | Clasificación Copa Africana 2025       |
| 09-09-2024 | Malabo   | Guinea Ecuatorial   | 2:2       | Togo              | Clasificación Copa Africana 2025       |
| 10-10-2024 | Annaba   | Argelia             | 5:1       | Togo              | Clasificación Copa Africana 2025       |
| 15-10-2024 | Lomé     | Togo                | 0:1       | Argelia           | Clasificación Copa Africana 2025       |
| 25-10-2024 | Lomé     | Togo                | 2:0       | Benín             | Clasificación Campeonato Africano 2025 |
| 02-11-2024 | Abiyán   | Benín               | 1:1       | Togo              | Clasificación Campeonato Africano 2025 |
| 13-11-2024 | Monrovia | Liberia             | 1:0       | Togo              | Clasificación Copa Africana 2025       |
| 16-11-2024 | Lomé     | Togo                | 3:0       | Guinea Ecuatorial | Clasificación Copa Africana 2025       |
| 11-12-2024 | Lome     | Togo                | 0:2       | Ghana             | Partido amistoso                       |
| 22-12-2024 | Lomé     | Togo                | 1:1       | Níger             | Clasificación Campeonato Africano 2025 |
| 27-12-2024 | Bamako   | Níger               | 0:0       | Togo              | Clasificación Campeonato Africano 2025 |
| 22-03-2025 | Lomé     | Togo                | 2:2       | Mauritania        | Clasificación Copa Mundial 2026        |
| 25-03-2025 | Dakar    | Senegal             | 2:0       | Togo              | Clasificación Copa Mundial 2026        |

## Palmarés
- Copa de Naciones de la WAFU (1): 2011

## Entrenadores
- Eberhard Vogel (diciembre de 1997–1998)[4]
- Diego Garzitto (agosto de 2002–septiembre de 2002)[5]
- Kodjovi Mawuena (interino- octubre de 2002–?)[6]
- Antônio Dumas (2002–2004)[7]
- Stephen Keshi (2004–febrero de 2006)[8]
- Otto Pfister (2006)[9]
- Kodjovi Mawuena (interino - junio de 2006–?)[9]
- Stephen Keshi (2006–2008)
- Henri Stambouli (mayo de 2008–septiembre de 2008)[10][11]
- Kodjovi Mawuéna (mayo de 2008–2009)[12]
- Jean Thissen (marzo de 2009–octubre de 2009)[13][14]
- Hubert Velud (interino - octubre de 2009–2010)[14][15]
- Thierry Froger (2010–marzo de 2011)[16]
- Stephen Keshi (marzo de 2011–2011)[17]
- Didier Six (noviembre de 2011–enero de 2014)[18][19][20]
- Tchakala Tchanilé (junio de 2014–2015)[20]
- Tom Saintfiet (mayo de 2015–abril de 2016)[21][22]
- Claude Le Roy (abril de 2016–abril de 2021)[23][24]
- Jonas Komla (interino- 2021)[25]
- Paulo Duarte (marzo de 2021–junio de 2024)[26][27]
- Daré Nibombé (julio de 2024-)[28]

## Jugadores

### Última convocatoria
| No. | Pos. | Jugador           | Fecha de nacimiento (edad)         | Apa. | Goles | Club             |
| --- | ---- | ----------------- | ---------------------------------- | ---- | ----- | ---------------- |
|     | POR  | Malcolm Barcola   | 14 de mayo de 1999 (26 años)       | 18   | 0     | Tuzla City       |
|     | POR  | Steven Mensah     | 22 de marzo de 2003 (22 años)      | 0    | 0     | Hamburger SV     |
|     | POR  | Youssouf Morou    | 31 de diciembre de 2000 (24 años)  | 0    | 0     | Dynamic Togolais |
|     |      |                   |                                    |      |       |                  |
|     | DEF  | Frederic Ananou   | 9 de febrero de 1997 (28 años)     | 6    | 0     | Paderborn        |
|     | DEF  | Gustave Akueson   | 20 de diciembre de 1995 (29 años)  | 12   | 0     | Granville        |
|     | DEF  | Djené Dakonam     | 31 de diciembre de 1991 (33 años)  | 63   | 0     | Getafe           |
|     | DEF  | Dové Womé         | 6 de agosto de 1991 (33 años)      | 37   | 7     | Al-Diwaniya      |
|     | DEF  | Kennedy Boateng   | 19 de noviembre de 1996 (28 años)  | 4    | 0     | Santa Clara      |
|     | DEF  | Emmanuel Hackman  | 14 de mayo de 1995 (30 años)       | 4    | 0     | Gil Vicente      |
|     | DEF  | Loïc Bessilé      | 19 de febrero de 1999 (26 años)    | 4    | 0     | Charleroi        |
|     | DEF  | Klousseh Agbozo   | 26 de junio de 1994 (31 años)      | 12   | 0     | Al Ahli Tripoli  |
|     | DEF  | Youssifou Atté    | 16 de mayo de 1996 (29 años)       | 6    | 0     | Legon Cities     |
|     |      |                   |                                    |      |       |                  |
|     | MED  | Steven Nador      | 23 de junio de 2002 (23 años)      | 0    | 0     | SPAL             |
|     | MED  | Henri Eninful     | 21 de julio de 1992 (32 años)      | 11   | 1     | Lahti            |
|     | MED  | Elom Nya-Vedji    | 24 de noviembre de 1997 (27 años)  | 9    | 2     | Vllaznia Shkodër |
|     | MED  | Alaixys Romao     | 18 de enero de 1984 (41 años)      | 71   | 0     | Ionikos de Nicea |
|     | MED  | Franco Atchou     | 12 de marzo de 1995 (30 años)      | 25   | 1     | Erbil            |
|     | MED  | Marouf Tchakei    | 15 de diciembre de 1995 (29 años)  | 18   | 2     | ASKO Kara        |
|     | MED  | Floyd Ayité       | 15 de diciembre de 1988 (36 años)  | 46   | 11    | Valenciennes     |
|     | MED  | Samuel Asamoah    | 23 de marzo de 1994 (31 años)      | 10   | 0     | FCU Craiova 1948 |
|     | MED  | Samsondin Ouro    | 3 de febrero de 2000 (25 años)     | 6    | 0     | Mura             |
|     |      |                   |                                    |      |       |                  |
|     | DEL  | Kodjo Fo-Doh Laba | 27 de enero de 1992 (33 años)      | 37   | 14    | Al Ain           |
|     | DEL  | Ihlas Bebou       | 23 de abril de 1994 (31 años)      | 27   | 1     | Hoffenheim       |
|     | DEL  | Kévin Denkey      | 30 de noviembre de 2000 (24 años)  | 16   | 2     | Cercle Brugge    |
|     | DEL  | Gilles Sunu       | 30 de marzo de 1991 (34 años)      | 12   | 2     | Châteauroux      |
|     | DEL  | David Henen       | 19 de abril de 1996 (29 años)      | 5    | 0     | Grenoble         |
|     | DEL  | Serge Nyuiadzi    | 17 de septiembre de 1991 (33 años) | 4    | 0     | Sūduva           |
|     | DEL  | Thibault Klidje   | 10 de julio de 2000 (25 años)      | 12   | 0     | Bordeaux         |